# Sprašová plošina

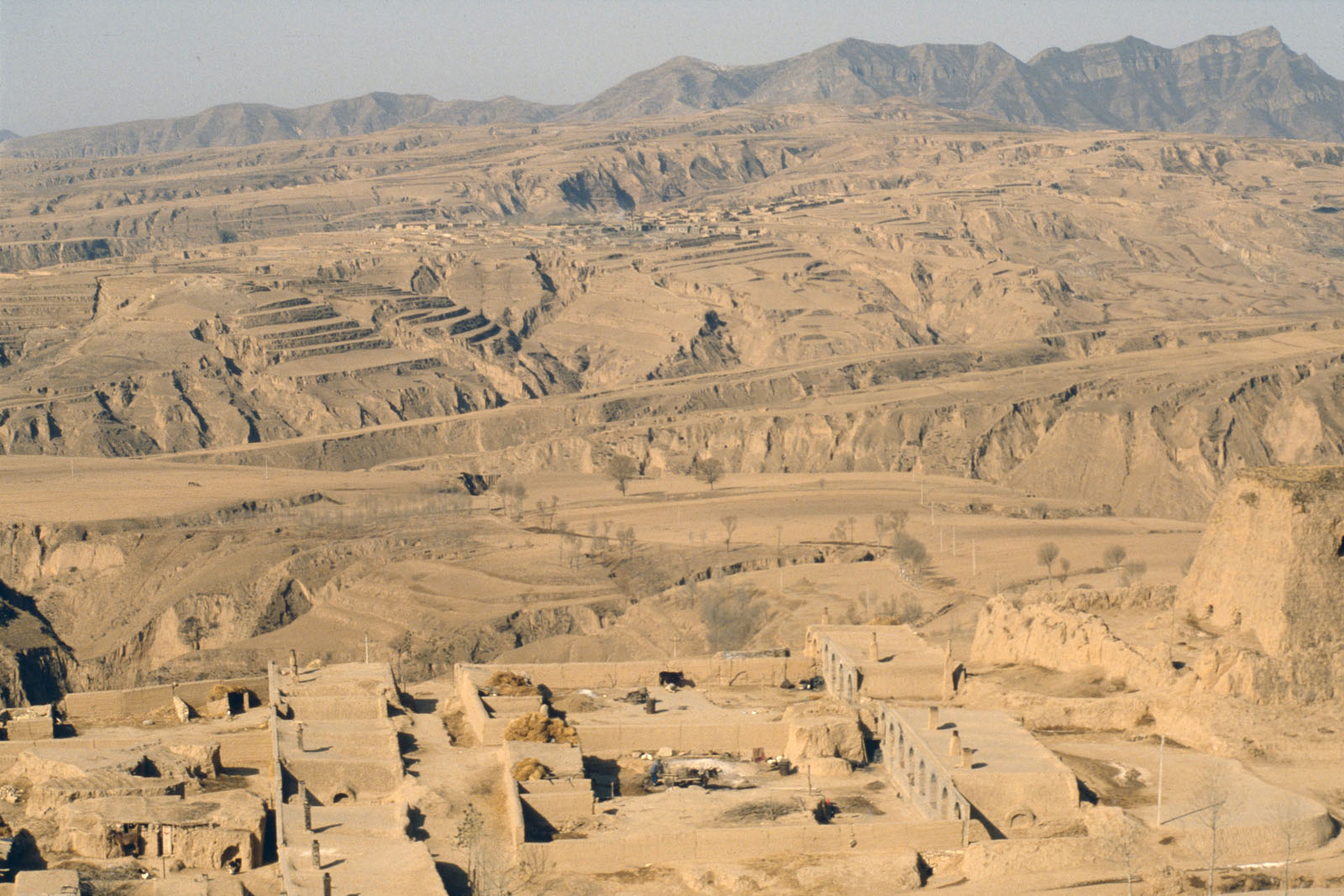
Krajina v okrese Chun-jüan (v prefektuře Ta-tchung v provincii Šan-si)

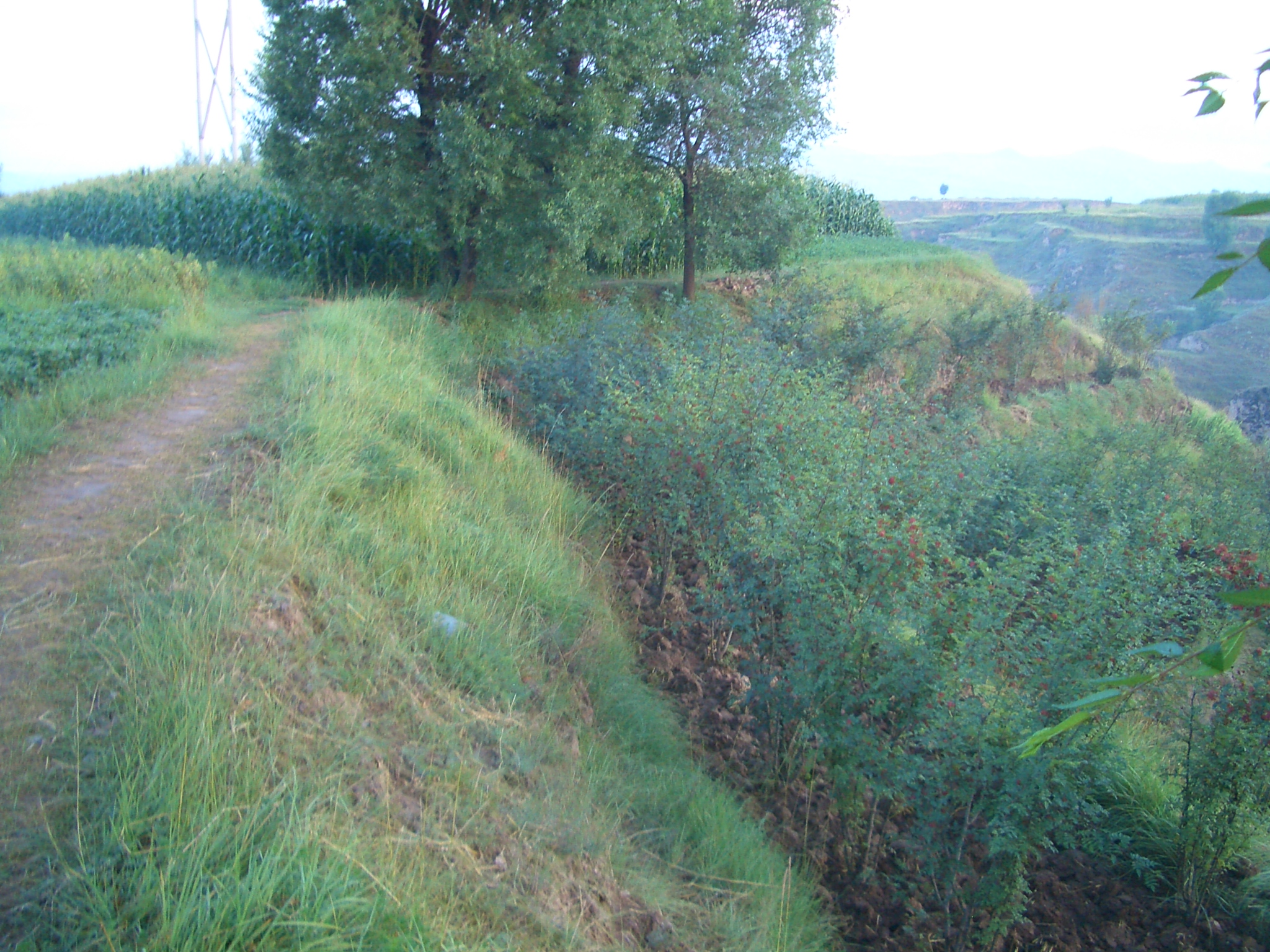
Pepř sečuánský vysazený blízko erodujícího svahu u města Lin-sia v provincii Kan-su

Sprašová plošina (čínsky v českém přepisu Chuang-tchu Kao-jüan, pchin-jinem Huángtǔ Gāoyuán, znaky zjednodušené 黄土高原, tradiční 黃土高原) je náhorní plošina v Čínské lidové republice, kde pokrývá území o rozloze zhruba 640 000 čtverečních kilometrů na horním a středním toku Žluté řeky. Sprašové sedimenty zde byly po dlouhou dobu ukládány větrem a jsou dnes naopak silně náchylné k erozi vodou i větrem. Z administrativního hlediska tvoří Sprašová plošina větší část provincií Šan-si a Šen-si a kromě toho zasahuje do provincie Kan-su a autonomních regionů Ning-sia a Vnitřní Mongolsko.
Zdejší půda byla zejména v historii hojně využívaná k stavbě jao-tungů, tedy obydlí vykopaných v zemi jako umělé jeskyně. Během zemětřesení v provincii Šen-si v roce 1556 našlo v propadlých jao-tunzích smrt skoro milion lidí. Do jisté míry jsou ovšem jao-tungy používané dodnes.
Na kvalitě zdejší krajiny se podepsala staletí odlesňování, která vyústila v dezertifikaci a degeneraci ekosystémů. Dnes jsou proto jednak v běhu projekty usilující o zastavení a nápravu dezertifikace, jednak je apelováno na zemědělce, aby půdu využívali udržitelným způsobem.